# Rio Cociovaliştea
O Rio Cociovaliştea é um rio da Romênia, afluente do Vlăsia, localizado no distrito de Dâmboviţa,

Ilfov,
Ialomiţa.